# 李慧思
李慧思（1982年10月21日—），香港模特兒，畢業於香港城市大學會計系。大學期間被發掘加入模特兒公司，其後參與各類不同媒介的廣告演出。她在香港以年青人為主的網絡社群內，擁有一定的知名度。
大學畢業後，李慧思往美國接拍國際化粧品牌美寶蓮（Maybelline）的多個電視廣告，這些廣告共分兩個版本：港台版的主角仍然是美寶蓮御用名模裘絲梅琳（Josie Maran），李慧思只屬陪襯；而國內版則改由李慧思獨力演出。廣告隨後在中國幾個重點城市播放，並使國內觀眾對李慧思留下更深的印象。同時間，李慧思亦夥拍著名演員黃秋生，參與臺灣「絕品好茶」電視廣告的演出。她嬌柔甜美的形象，更隨即引發臺灣網民的熱烈迴響。
2006年7月27日，李慧思遠赴英國東盎格利亞大學（University of East Anglia）攻讀商业管理碩士課程（MSc Business Management）。

## 英文名拼寫的謬誤
自李慧思出道以來，香港網友及一些業餘攝影師，都經常將她的洋名cice誤寫成"Cici"或"Ceci"。當中以錯寫成"Ceci"的次數為最多。即使是曾跟李慧思合作過的模特兒（如張詠恩等），亦犯過類似的毛病。

## 曾參與演出的硬照廣告
- Baleno
- Starbucks
- 護舒寶
- Beauty Collection
- 純一乳品
- Weekend Workshop
- Benq MP3
- Canon（香港）
- Nikon DC
- Lexmark
- 3
- PPS（香港）

### 2003年
- 麥當勞（香港）

### 2004年
- IDA Hair

### 2005年
- 安信信貸（香港）
- Sony Walkman（香港）
- 蒙羅麗莎（香港）
- Maybelline（中國內地）

## 曾參與演出的電視廣告
- 絕品好茶（臺灣）
- 東洋之花（中國內地）
- Bioarchitect（香港）
- 美的（中國內地）

### 2003年
- 屈臣氏（香港）

### 2004年
- Tempo紙巾（香港）
- 花世界

### 2005年
- 李錦記（香港）

### 2006年
- Maybelline（中國內地）

### 2007年
- One Day Acuvue for Astigmatism（香港）

### 2008年
- One Day Acuvue for Astigmatism（香港）
- 屈臣氏（香港）

## 曾參與演出的MTV
- 余文樂 <護衛>

## 時裝匯演

### 2005年
- 5月 法國婚紗婚紗匯演（香港）
- 7月 蒙羅麗莎婚紗匯演（香港）
- 8月 蒙羅麗莎婚紗匯演（香港）
- 11月 蒙羅麗莎婚紗匯演（香港）

### 2006年
- 1月 蒙羅麗莎婚紗匯演（香港）
- 3月 Sony Ericsson（香港）
- 3月 2%（時裝品牌）（香港）（海港城）

## 外部連結
- 《太陽報》專訪李慧思  25/10/2007 （页面存档备份，存于）